# Mortarium

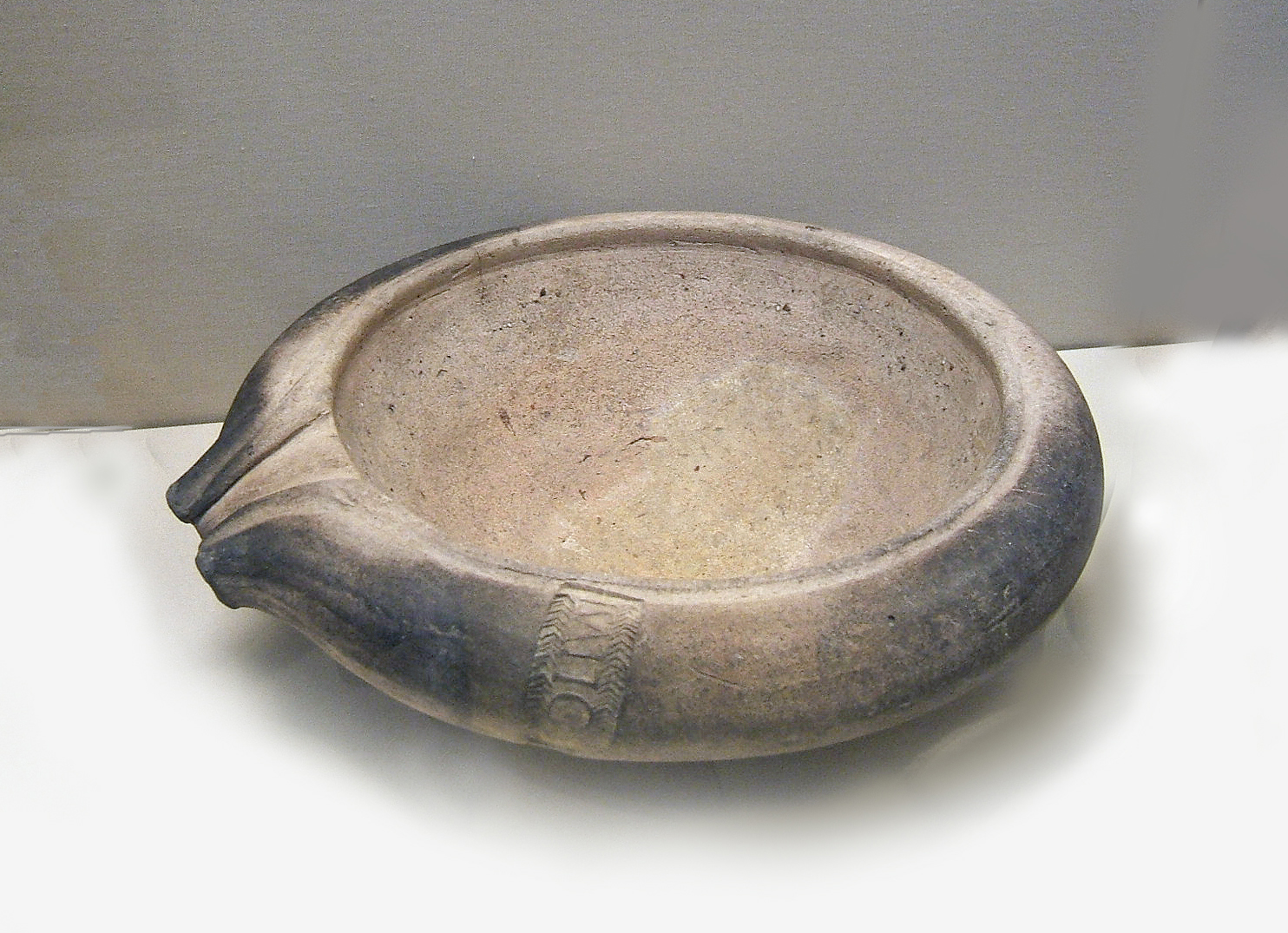

Mortario (en latín : mortarium, mortaria ) era un utensilio de cerámica de la cocina en la Antigua Roma. Descritas como "cuencas hemisféricas o cónicas, generalmente con rebordes muy salientes", hechas con arena áspera o grano embutido en la superficie interna de la tigela, son muy abundantes en las excavaciones arqueológicas de la Roma tardorepublicana e imperial.